# 안산해솔초등학교
안산해솔초등학교는 대한민국 경기도 안산시에 있는 공립 초등학교이다.

## 연혁
- 2020년 3월 1일 : 개교